# Ventdelplà
Ventdelplà est une série télévisée catalane créée par Josep Maria Benet i Jornet,  produite par Diagonal TV et présentée par la chaîne de télévision TV3.
Elle débute le 14 février 2005 et termine sa diffusion le 17 octobre 2010.

## Lieu de tournage
La ville de Breda, où se déroule le tournage, prend le nom de Ventdelplà, une localité fictive, nommée ainsi par la production.

## Distribution
Dans la distribution se retrouvent de nombreux acteurs, comme Abel Folk, dans le rôle de Jordi Vergés, Llorenç González, dans celui d'Àlex Fernández, ou encore Francesc Orella, Mònica Glaenzel, Úrsula Corberó, Roger Casamajor, Emma Vilarasau et Tània Sàrrias.